# Бортник, Владимир Фёдорович
Влади́мир Фёдорович Бо́ртник (род. 26 января 1949) — украинский политик, народный депутат Украины 1-го созыва.

## Биография
Родился 26 января 1949 года. Украинец, имеет высшее образование, по специальности инженер-механик, окончил Украинскую сельскохозяйственную академию. Женат, двое детей.

## Деятельность
Занимаемые должности:
- Начальник главного управления материально-технического снабжения Государственного АПК Украины.
- Глава управления Украинского государственного концерна по материально-техническому и сервисному обеспечению АПК, Украгросервис.
- Выдвинут кандидатом в народные депутаты трудовым коллективом совхоза Большевик, Изяславского района. 19 марта 1990 г. был избран народным депутатом Украины 1-о созыва, 2-й тур 55,99 % голосов, 9 претендентов. Хмельницкая область: Изяславский избирательный округ № 411. В должности 15 мая 1990 — 10 мая 1994 гг.
- Входил в группы Аграрники, Земля и Воля.
- Член комиссии ВР Украины в заграничных делах.
- 1994 г. народный депутат Украины Верховной Рады 13-о созыва, высунутый трудовым коллективом 2-й тур — 60,01 % 1-е место из 9 претендентов.
- Член комиссии по вопросам регламента, депутатской этики.